# Mont-Dauphin
Mont-Dauphin település Franciaországban, Hautes-Alpes megyében. Lakosainak száma 169 fő (2022. január 1.). Mont-Dauphin Eygliers községgel határos.

## Népesség
A település népességének változása:
| Lakosok száma | 59   | 83   | 73   | 130  | 152  | 146  | 164  | 173  | 173  | 169  |
|               | 1968 | 1982 | 1990 | 2006 | 2013 | 2015 | 2017 | 2019 | 2020 | 2022 |